# L'Exorciste du Vatican
Pour plus de détails, voir Fiche technique et Distribution.
L'Exorciste du Vatican ou L'Exorciste du pape au Québec (The Pope's Exorcist) est un film américain réalisé par Julius Avery et sorti en 2023. Il s'agit d'une adaptation des livres An Exorcist Tells His Story et An Exorcist: More Stories du père Gabriele Amorth. Il met en scène Russell Crowe dans le rôle de Gabriele Amorth, qui a été exorciste du diocèse de Rome de 1986 à 2016.

## Synopsis
En 1987, le prêtre paulinien italien Gabriele Amorth est depuis peu l'exorciste personnel du pape. Il visite un village italien où un homme est apparemment possédé par un démon. Avec le prêtre local, Amorth entre dans la pièce où l'homme est ligoté. Tout en l'exorcisant, à l'aide de la médaille de saint Benoît, Amorth envoie le démon dans un cochon, qui est ensuite tué avec un fusil de chasse.
Cet incident met Amorth en difficulté devant un tribunal de l'Église, car il aurait agi sans l'autorisation de ses supérieurs. Si l'un des membres du tribunal est un évêque africain amical, Lumumba, un autre est un cardinal américain, le vicieux et sceptique, Sullivan. Celui-ci doute de la possession démoniaque. Amorth précise qu'il n'a pas exécuté un véritable exorcisme mais qu'il a juste voulu aider un homme mentalement perturbé. Il sort du tribunal énervé.
Le pape l'assigne alors à une autre mission : rendre visite à un garçon possédé, Henry, qui vit en Espagne. Henry, sa mère Julia et sa sœur adolescente rebelle Amy avaient voyagé d'Amérique pour prendre possession d'une mystérieuse ancienne abbaye espagnole qui était le seul legs du père d'Henry à sa famille. Le père de famille est mort dans un accident de voiture dans lequel Henry était également présent. Le jeune garçon est depuis traumatisé n'a plus prononcé un seul mot. Henry a commencé à se comporter bizarrement, même si la science n'a rien trouvé à ses maux.
Le premier contact avec Henry trouble Amorth qui comprend qu'il a affaire à un demon très puissant. Celui-ci connaît très bien le passé d'Amorth et l'utilise contre lui (son passé de résistant et un exorcisme qui a mal tourné).
Amorth et le père Esquibel pratiquent une séance d'exorcisme sur Henry : le démon résiste et refuse de donner son nom. La séance tourne court et le démon dit à Amorth qu´il est tombé dans son piège.
Amorth comprend vite que l'abbaye cache quelque chose (d'étouffé par les hommes du Vatican) en voyant des sceaux du Vatican partout et décide d'explorer les profondeurs avec l'aide du père Esquibel.
Ils découvrent le corps momifié d'un cardinal protecteur (suspendu dans une cage) qui gardait la porte à la suite d'un exorcisme qui a échoué. Amorth trouve la clé dans le ventre du cardinal et prend le risque de rentrer dans cette grotte. À l'intérieur, ils trouvent le corps momifié d'un chef des exorcistes du pape (en 1475), assis sur un trône, qui était le chef de l'inquisition espagnole et conseiller de la Reine Isabelle de Castille.
En lisant le journal trouvé près du corps du chef exorciste, Amorth trouve le véritable nom du démon : Asmodée, le roi des enfers. Amorth comprend que le chef exorciste était possédé et a ordonné l'inquisition au nom de Dieu à la Reine Isabelle tout en étant possédé. Les hommes du Vatican ont tout obstrué pour étouffer ce scandale.
Amorth décide d'aller confronter le démon avec le père Esquibel, la mère et la sœur d'Henry mais celui-ci est trop puissant. Le démon use de ses pouvoirs (il pend le père Esquibel, possède la sœur) et demande à Amorth de se laisser posséder pour les sauver.
Amorth accepte et commence à être possédé : il supplie le père Esquibel d'emmener la famille à l'abri. La famille quitte l'abbaye en voiture et le père y retourne pour aider Amorth.
Malgré sa possession, Amorth lutte intérieurement contre le démon et descend dans les catacombes reprendre la place de l'ancien chef exorciste possédé. Le père Esquibel aide Amorth à se libérer du démon et ils l'envoient non sans difficultés en enfer.
Rentrés au Vatican, Amorth et le père Esquibel acceptent la proposition du Pape de combattre d'autres démons qui se cachent sur Terre.

## Fiche technique
Sauf indication contraire, les informations mentionnées dans cette section peuvent être confirmées par la base de données cinématographiques IMDb,  présente dans la section « Liens externes ».
- Titre original : The Pope's Exorcist
- Titre français : L'Exorciste du Vatican
- Titre québécois : L'Exorciste du pape
- Réalisation : Julius Avery
- Scénario : Chester Hastings, R. Dean McCreary et Evan Spiliotopoulos (en), d'après les livres An Exorcist Tells His Story et An Exorcist: More Stories du père Gabriele Amorth[1]
- Musique : Jed Kurzel
- Décors : Alan Gilmore
- Costumes : Lorna Marie Mugan
- Photographie : Khalid Mohtaseb
- Montage : Matt Evans
- Production : Doug Belgrad, Michael Patrick Kaczmarek et Jeff Katz
- Production déléguée : Eddie Siebert
- Sociétés de production : Screen Gems, 2.0 Entertainment, Jesus & Mary et Loyola Productions
- Sociétés de distribution : Sony Pictures Releasing France (France), Screen Gems (États-Unis)
- Budget : 18 millions de dollars[2]
- Pays de production :  États-Unis
- Langue originale : anglais
- Format : couleur — 2,39:1
- Genre : horreur, fantastique, drame biographique
- Durée : 103 minutes
- Dates de sortie[3] :
  - Espagne : 5 avril 2023[4]
  - États-Unis, Canada : 14 avril 2023
  - Belgique : 26 avril 2023
  - France : 10 mai 2023
- Classification[5] :
  - États-Unis : R
  - France : interdit aux moins de 12 ans

## Distribution
- Russell Crowe (VF : Emmanuel Jacomy ; VQ : Bruno Marcil) : le père Gabriele Amorth
- Daniel Zovatto (VF : Benjamin Lhommas ; VQ : François-Simon Poirier) : le père Esquibel
- Franco Nero (VQ : Jacques Lavallée) : le pape
- Alex Essoe (en) (VQ : Anne-Marie Levasseur) : Julia
- Laurel Marsden (en) (VF : Elia-Carmine Robbe ; VQ : Marguerite D'Amour) : Amy
- Peter DeSouza-Feighoney (VF : Cécile Gatto ; VQ : Noé-Henri Rouillard) : Henry
- Ralph Ineson (VF : Paul Borne ; VQ : Louis-Philippe Dandenault) : le démon Asmodeus (voix)
- Cornell John (VF : Rody Benghezala ; VQ : Fayolle Jean) : l'évêque Lumumba
- Ryan O'Grady (VF : Alexandre Bierry ; VQ : Nicholas Savard-L'Herbier) : le cardinal Sullivan
- Carrie Munro : Adella
- Bianca Bardoe : Rosaria
- Jordi Collet (VF : Enrique Carballido) : Carlos

 Source et légende : version française (VF) sur RS Doublage ; version québécoise (VQ) sur Doublage.qc.ca

## Production

### Genèse et développement
En octobre 2020, Screen Gems acquiert les droits de l'histoire du père Gabriele Amorth avec Ángel Gómez à la réalisation du film. Chester Hastings et R. Dean McCreary sont alors engagés pour écrire le script, avec Michael Patrick Kaczmarek, Jeff Katz, et Eddie Siebert à la production. En juin 2022, c'est finalement Julius Avery qui est engagé comme réalisateur alors que Doug Belgrad rejoint la production via sa société 2.0 Entertainment. Le script a été retravaillé par Michael Petroni et Evan Spiliotopoulos, avec une autre version signée Chuck MacLean.

### Attribution des rôles
En juin 2022, Russell Crowe est annoncé dans le rôle de Gabriele Amorth. Le mois suivant, il est rejoint par Alex Essoe et Daniel Zovatto. En septembre 2022, Franco Nero est choisi pour incarner le pape. Laurel Marsden, Cornell John et Peter DeSouza-Feighoney rejoignent également la distribution. Ralph Ineson est annoncé dans un rôle vocal.

### Tournage

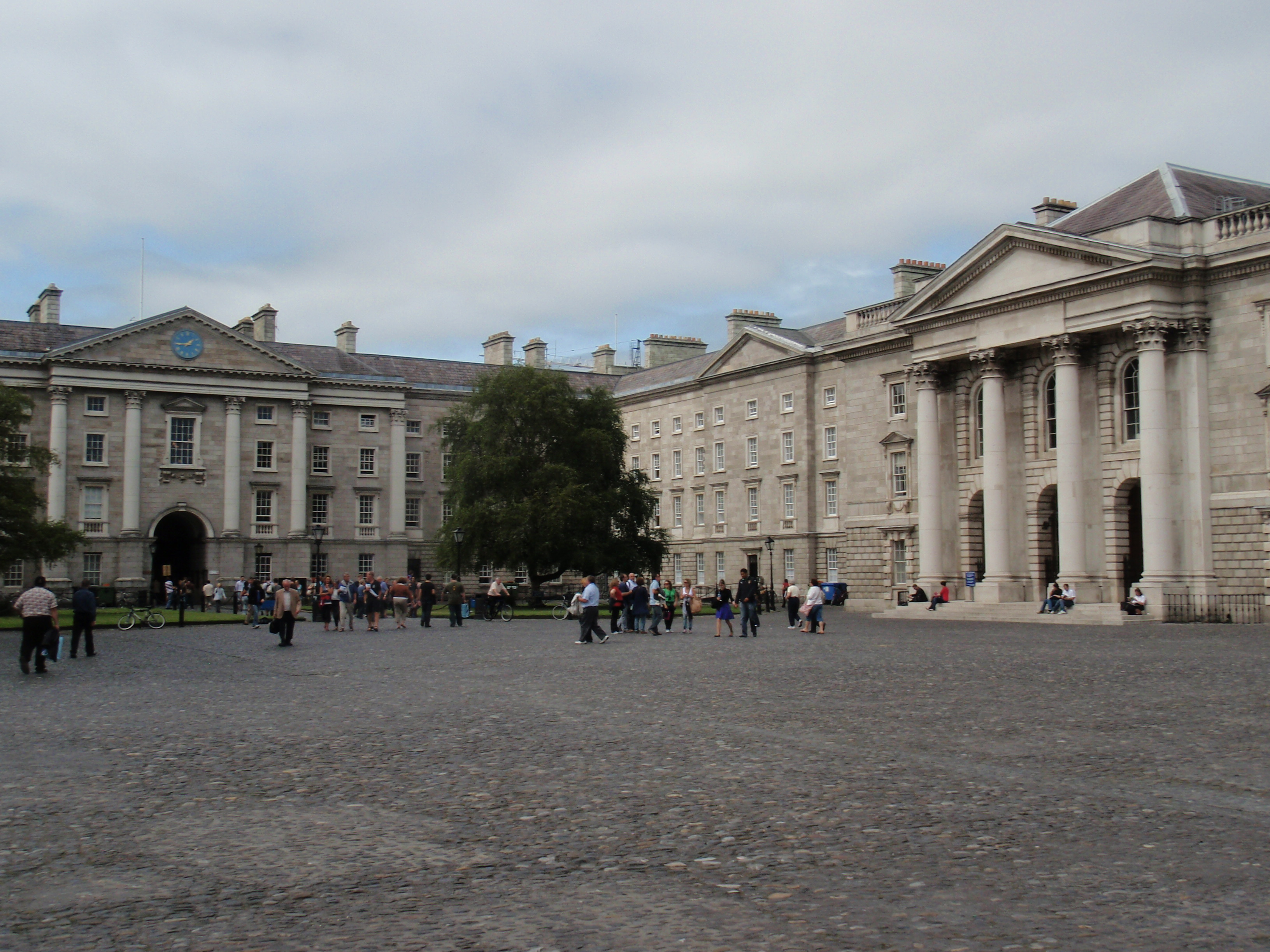
Le Trinity College de Dublin

Le tournage se déroule d'août à octobre 2022 en Irlande notamment à Dublin et Limerick,,. Certaines scènes sont notamment tournées au Trinity College de Dublin.

## Accueil

### Accueil critique
Dans le monde anglo-saxon, L'Exorciste du Vatican reçoit de la part de l’agrégateur Rotten Tomatoes la note de 51 % pour un total de 87 critiques. Le site Metacritic donne quant à lui la note de 45⁄100 pour un total de 19 critiques.
En France, le site Allociné donne la note de 2,9⁄5, après avoir recensé 16 critiques de presse.

### Réception presse
Pour Olivier Delcroix (Le Figaro), la trame scénaristique du film est « conventionnelle » mais le réalisateur réussit à rendre hommage au « chef-d'œuvre fondateur de William Friedkin » en campant « un film d'épouvante 2.0 ». Pour le critique, la présence de Russel Crowe en tête d'affiche est assurément le point fort du film : en « prêtant son imposante stature et sa bonhomie matoise au personnage de Gabriele Amorth, Crowe crève littéralement l'écran ».
Pour Michaël Delavaud (Culturopoing), « entreprise discrète mais réelle de dépoussiérer un genre qu'on pouvait croire immuable, L'Exorciste du Vatican se permet le tour de force d'appliquer à la lettre le cahier des charges éventé du cinéma de possession tout en faisant preuve d'une originalité et d'une dimension critique certaines.. ».
Pour Stéphanie Belpêche (Le Journal du dimanche), le film « a la bonne idée d'opérer la rupture de ton permanente, favorisée par la prestation de Russell Crowe qui incarne un homme de Dieu aussi drôle et désinvolte qu'impitoyable dans l'exercice de ses fonctions ». L'acteur est aussi considéré comme étant un point fort du film, il « ne boude pas son plaisir dans ce récit qui assume ses excès et son horreur pure à la Conjuring. Cerise sur le gâteau, Franco Nero (Django) dans le rôle du pape ! ».
Pour Sylvestre Picard (Première), le film « pose une petite question amusante : pourquoi, dans les films, les démons s’emmerdent toujours à posséder les corps de petites gens alors qu’ils pourraient répandre un zbeul incroyable en s’emparant des puissants, genre ministre de l’Intérieur ou auteur de best-sellers ? ». L'autre atout du film (et principal) reste son acteur principal, qui compose un rôle titre digne d'un « stand-up ». « Que le film soit le meilleur de son réalisateur Julius Avery ne veut pas dire grand-chose (...), mais on passe quand même un bon moment. ».
Pour Alain Lorfèvre (La Libre) le film est « une daube parodique » critiquant le scénario qu'il juge complexe et sans intérêt avec une succession de scènes stéréotypées ainsi qu'une surenchère d'effets visuels et sonores en plus de faire références à des scènes emblématiques de films devenus cultes.
Pour Cécile Mury (Télérama) constate qu'il est difficile de renouveler le genre après la sortie de L'Exorciste, dans un film « qui ne parvient pas à faire décoller un scénario prévisible » malgré l'utilisation de l'histoire vrai père Gabriele Amorth.
Pour Lelo Jimmy Batista (Libération) bien que Russell Crowe joue très bien son personnage, le film « tombe en miettes autour de lui, s’enlisant dans un mélange grotesque d’horreur, de drame et de comédie, badigeonné d’ésotérisme d’opérette et d’effets spéciaux tout droit sortis d’un clip de metal symphonique ».
Pour Michel Valentin (Le Parisien) il s'agit d'un film « Frisant la parodie, les aventures de son personnage passent de l’horreur à l’humour déjanté » alternant entre des séquences chocs dignes de L’Exorciste et de passages relevant d'Y a-t-il un exorciste pour sauver le monde ?.
Pour (Le Devoir) parle d'un « film d’horreur générique péchant par excès de paresse, et qui ferait damner même le plus indulgent des amateurs d’épouvante » où la performance de Russell Crowe apporte un supplément d’âme au film.

### Box-office
Pour son premier jour d'exploitation en France, L'Exorciste du Vatican a réalisé 29 348 entrées, dont 7 344 en avant-premières, pour un total de 1 286 séances proposées. En comptant pour ce premier jour les avant-premières, le film se positionne en première place du box-office des nouveautés pour sa journée de démarrage, devant Hawaii (12 837).
Au bout d’une première semaine d’exploitation dans les salles françaises, le long-métrage totalise 155 555 entrées, pour une troisième place au box-office hebdomadaire, derrière Super Mario Bros. le film (230 470) et devant Les Trois Mousquetaires : D'Artagnan (123 014).
| Pays ou région        | Box-office        | Date d'arrêt du box-office | Nombre de semaines |
| --------------------- | ----------------- | -------------------------- | ------------------ |
| États-Unis Canada     | 20 009 380 $      | 29 juin 2023               | 11                 |
| France                | 383 962 entrées   | 4 juillet 2023             | 8                  |
| Total hors États-Unis | +056 638 892, USD | -                          | -                  |
| Total mondial         | 76 648 272 USD    | -                          | -                  |